# Bellator 251
Bellator 251: Manhoef vs. Anderson è stato un evento di arti marziali miste tenuto dalla Bellator MMA il 5 novembre 2020 al Mohegan Sun Arena di Uncasville negli Stati Uniti.

## Risultati
|                  | Divisione             |                    |           |                   | Metodo                                      | Round     | Tempo     | Premio    |
| Main card        | Main card             | Main card          | Main card | Main card         | Main card                                   | Main card | Main card | Main card |
| ---------------- | --------------------- | ------------------ | --------- | ----------------- | ------------------------------------------- | --------- | --------- | --------- |
|                  | Pesi mediomassimi     | Corey Anderson     | batte     | Melvin Manhoef    | KO tecnico (gomitate e pugni)               | 2         | 2:34      |           |
|                  | Pesi massimi          | Tyrell Fortune     | batte     | Said Sowma        | Decisione unanime (29-28, 29-28, 29-28)     | 3         | 5:00      |           |
|                  | Pesi medi             | Austin Vanderford  | batte     | Vinicius de Jesus | Decisione unanime (30-26, 30-27, 30-27)     | 3         | 5:00      |           |
|                  | Pesi welter           | Derek Anderson     | batte     | Killys Mota       | KO tecnico (calcio alla testa)              | 2         | 4:27      |           |
| Preliminary card |                       |                    |           |                   |                                             |           |           |           |
|                  | Pesi leggeri          | Georgi Karakhanyan | batte     | Bryce Logan       | Decisione non unanime (28-29, 29-28, 29-28) | 3         | 5:00      |           |
|                  | Pesi mediomassimi     | Julius Angelickas  | batte     | Alex Polizzi      | Decisione unanime (30-27, 30-27, 30-27)     | 3         | 5:00      |           |
|                  | Pesi piuma femminili  | Janay Harding      | batte     | Jessica Miele     | Decisione unanime (30-27, 30-27, 30-27)     | 3         | 5:00      |           |
|                  | Pesi leggeri          | Ali Zebian         | batte     | Piankhi Zimmerman | Decisione unanime (29-28, 30-27, 30-27)     | 3         | 5:00      |           |
|                  | Pesi gallo            | Jaylon Bates       | batte     | Joe Supino        | Decisione unanime (30-25, 30-27, 30-27)     | 3         | 5:00      |           |
|                  | Pesi paglia femminili | Sumiko Inaba       | batte     | Jessica Ruiz      | KO tecnico (gomitate)                       | 1         | 4:59      |           |